# Arp 327
Arp 327 = HCG 34 ist eine interagierende Galaxiengruppe im Sternbild Orion, die schätzungsweise 400 Millionen Lichtjahre von der Milchstraße entfernt ist. Halton Arp gliederte seinen Katalog ungewöhnlicher Galaxien nach rein morphologischen Kriterien in Gruppen. Diese Galaxiengruppe gehört zu der Klasse Ketten von Galaxien.
| Bezeichnung        | α J2000.0     | δ J2000.0   | Morphologischer Typ | mV   | Winkelausdehnung | Entfernung (Mio. Lj.) |
| ------------------ | ------------- | ----------- | ------------------- | ---- | ---------------- | --------------------- |
| NGC 1875 (HCG 34A) | 05h 21m 45,7s | +6° 41′ 20″ | E2/AGN              | 13,7 | 0,8' × 0,7'      | 398                   |
| HCG 34B            | 05h 21m 49,8s | +6° 40′ 37″ | SA0-:               | 17,4 | 0,28' × 0,12'    | 426                   |
| HCG 34C            | 05h 21m 48,9s | +6° 40′ 55″ | SBd                 | 17,1 | 0,37' × 0,19'    | 416                   |
| HCG 34D            | 05h 21m 47,7s | +6° 41′ 02″ | S0                  | 18,3 | 0,15' × 0,1'     | 391                   |